# Erwin Junior Sánchez
Erwin Junior Sánchez Paniagua (Lisbona, 23 luglio 1992) è un calciatore boliviano, centrocampista del Blooming e della nazionale boliviana.

## Biografia
È nato in Portogallo nel periodo in cui il padre, Erwin Sánchez, giocava per il Boavista.

## Caratteristiche tecniche
È un centrocampista centrale.

## Carriera

### Nazionale
Il 10 ottobre 2019 ha debuttato con la nazionale boliviana giocando l'amichevole persa 4-1 contro il Venezuela.

## Statistiche
Statistiche aggiornate al 17 novembre 2020.

### Cronologia presenze e reti in nazionale
| Cronologia completa delle presenze e delle reti in nazionale ― Bolivia | Cronologia completa delle presenze e delle reti in nazionale ― Bolivia | Cronologia completa delle presenze e delle reti in nazionale ― Bolivia | Cronologia completa delle presenze e delle reti in nazionale ― Bolivia | Cronologia completa delle presenze e delle reti in nazionale ― Bolivia | Cronologia completa delle presenze e delle reti in nazionale ― Bolivia | Cronologia completa delle presenze e delle reti in nazionale ― Bolivia | Cronologia completa delle presenze e delle reti in nazionale ― Bolivia |
| Data                                                                   | Città                                                                  | In casa                                                                | Risultato                                                              | Ospiti                                                                 | Competizione                                                           | Reti                                                                   | Note                                                                   |
| ---------------------------------------------------------------------- | ---------------------------------------------------------------------- | ---------------------------------------------------------------------- | ---------------------------------------------------------------------- | ---------------------------------------------------------------------- | ---------------------------------------------------------------------- | ---------------------------------------------------------------------- | ---------------------------------------------------------------------- |
| 10-10-2019                                                             | Caracas                                                                | Venezuela                                                              | 2 – 1                                                                  | Bolivia                                                                | Amichevole                                                             | -                                                                      | 59’                                                                    |
| 15-10-2019                                                             | Santa Cruz de la Sierra                                                | Bolivia                                                                | 2 – 1                                                                  | Haiti                                                                  | Amichevole                                                             | -                                                                      | 58’                                                                    |
| 17-11-2020                                                             | Asunción                                                               | Paraguay                                                               | 2 – 2                                                                  | Bolivia                                                                | Qual. Mondiali 2022                                                    | -                                                                      | 90+4’                                                                  |
| 24-6-2021                                                              | Cuiabá                                                                 | Bolivia                                                                | 0 – 2                                                                  | Uruguay                                                                | Coppa America 2021 - 1º turno                                          | -                                                                      |                                                                        |
| Totale                                                                 |                                                                        | Presenze                                                               | 4                                                                      |                                                                        | Reti                                                                   | 0                                                                      |                                                                        |